# Granataugen
Die Granataugen (Erythromma) sind eine Gattung aus der Familie der Schlanklibellen. In Mitteleuropa sind drei Arten der Gattung mit unterschiedlichen Verbreitungsschwerpunkten vertreten.

## Merkmale

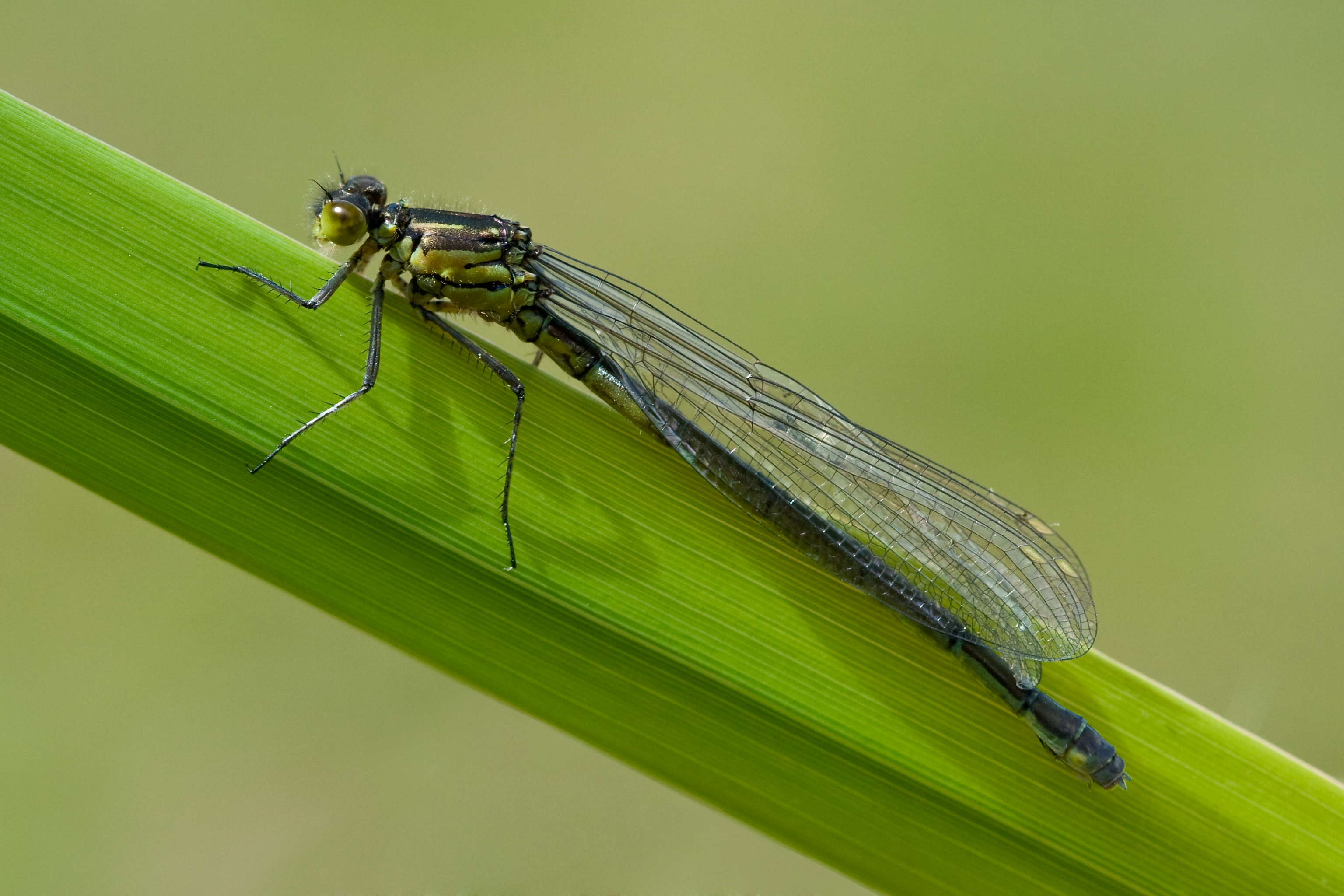
Ein noch unausgereiftes weibliches Großes Granatauge (Erythromma najas). Die Weibchen des Großen Granatauges sind aufgrund ihrer dunklen Färbung in der Vegetation gut getarnt.

Die Arten der Gattung sind sehr schlank und erreichen eine maximale Länge von 36 Millimetern. Die Männchen von zwei Arten weisen rote Augen auf, welche der Gattung den deutschen Namen gegeben haben. Die Männchen der Pokaljungfer (Erythromma lindenii) haben dagegen auffällig blaue Augen. Die Flecken auf dem Kopf (Postokularflecken) sind stark reduziert oder streifenförmig. Das zweite Hinterleibssegment ist stets mit einer durchgehenden, oberseitigen schwarzen Zeichnung versehen. Die oberen Hinterleibsanhänge der Männchen sind deutlich länger als die unteren. Die Weibchen sind, im Gegensatz zu den blau-schwarzen Männchen, meist grünlich gefärbt und besitzen weniger blaue Färbung. Im Gegensatz zu vielen anderen Kleinlibellenweibchen besitzen sie keinen Legebohrer.

## Systematik
Folgende Arten gehören zur Gattung der Granataugen:
- Pokaljungfer – Erythromma lindenii (Selys, 1840)
- Großes Granatauge – Erythromma najas (Hansemann, 1823)
- Kleines Granatauge – Erythromma viridulum Charpentier, 1840

Die Pokaljungfer (Erythromma lindenii) ist erst nach neueren molekularbiologischen Untersuchungen der Gattung Erythromma zugeordnet worden. In älterer Literatur wird die Art daher häufig noch als Cercion lindenii bezeichnet. Auch der häufig gebrauchte Trivialname Pokal-Azurjungfer sollte nach Möglichkeit nicht mehr verwendet werden, da er eine fehlerhafte Zugehörigkeit zu den Azurjungfern (Coenagrion) suggeriert.